# هام ليك
هام ليك هي مدينة في مقاطعة أنوكا، ولاية مينيسوتا، الولايات المتحدة الأمريكية. وبلغ عدد سكانها 12710 في تعداد عام 2000. الطريق السريع 65 بولاية مينيسوتا هو بمثابة الطريق الرئيسي في المدينة.

## التركيبة السكانية
قام مكتب تعداد الولايات المتحدة بتحديد بيانات التركيبة السكانية لهام ليكفي تعداد الولايات المتحدة. في ما يلي، التركيبة السكانية حسب تعدادي 2000 و2010.

### تعداد عام 2000
بلغ عدد سكان هام ليك 12,710 نسمة بحسب تعداد عام 2000، وبلغ عدد الأسر 4,139 أسرة وعدد العائلات 3,472 عائلة مقيمة في المدينة. في حين سجلت الكثافة السكانية 368.9 نسمة لكل ميل مربع (142.4/كم2). وبلغ عدد الوحدات السكنية 4,208 وحدة بمتوسط كثافة قدره 122.1 نسمة لكل ميل مربع (47.1/كم2).
وتوزع التركيب العرقي للمدينة بنسبة 96.70% من البيض و0.39% من الأمريكيين الأصليين و0.76% من الأمريكيين ذوي الأصول الآسيوية و0.04% من سكان جزر المحيط الهادئ و0.50% من الأمريكيين الأفارقة و1.25% من عرقين مختلطين أو أكثر.
بلغ عدد الأسر 4,139 أسرة كانت نسبة 45.9% منها لديها أطفال تحت سن الثامنة عشر تعيش معهم، وبلغت نسبة الأزواج القاطنين مع بعضهم البعض 74.0% من أصل المجموع الكلي للأسر، ونسبة 6.0% من الأسر كان لديها معيلات من الإناث دون وجود شريك، وكانت نسبة 16.1% من غير العائلات. تألفت نسبة 11.4% من أصل جميع الأسر من أفراد ونسبة 2.5% كانوا يعيش معهم شخص وحيد يبلغ من العمر 65 عاماً فما فوق. وبلغ متوسط حجم الأسرة المعيشية 3.33، أما متوسط حجم العائلات فبلغ 3.07.
بلغ العمر الوسطي للسكان 34 عاماً. وكانت نسبة 31.0% من القاطنين تحت سن الثامنة عشر، وكانت نسبة 7.5% بين الثامنة عشر والأربعة وعشرون عاماً، ونسبة 33.8% كانت واقعةً في الفئة العمرية ما بين الخامسة والعشرين حتى الرابعة والأربعين عاماً، ونسبة 23.4% كانت ما بين الخامسة والأربعين حتى الرابعة والستين، ونسبة 4.2% كانت ضمن فئة الخامسة والستين عاماً فما فوق. يوجد لكل 100 أنثى 109.3 ذكر، ويوجد لكل 100 أنثى في الثامنة عشر من عمرها فما فوق 106.2 ذكر.
بلغ متوسط دخل الأسرة في المدينة 67,750 دولار، أما متوسط دخل العائلة فبلغ 71,905 دولار. وكان متوسط دخل الذكور 44,462 دولار مقابل 31,239 دولار للإناث. وسجل دخل الفرد الخاص بالمدينة 24,329 دولار. وكانت نسبة 1.2% من العائلات ونسبة 2.1% من السكان تحت خط الفقر، وكان من هؤلاء نسبة 1.3% تحت سن الثامنة عشر ونسبة 3.0% في الخامسة والستين من العمر وما فوق.

### تعداد عام 2010
بلغ عدد سكان هام ليك 15,296 نسمة بحسب تعداد عام 2010، وبلغ عدد الأسر 5,171 أسرة وعدد العائلات 4,228 عائلة مقيمة في المدينة. في حين سجلت الكثافة السكانية 444.8 نسمة لكل ميل مربع (171.7/كم2). وبلغ عدد الوحدات السكنية 5,378 وحدة بمتوسط كثافة قدره 156.4 لكل ميل مربع (60.4/كم2).
وتوزع التركيب العرقي للمدينة بنسبة 94.4% من البيض و0.4% من الأمريكيين الأصليين و2.5% من الأمريكيين ذوي الأصول الآسيوية و0.7% من الأمريكيين الأفارقة و1.3% من عرقين مختلطين أو أكثر.
بلغ عدد الأسر 5,171 أسرة كانت نسبة 40.5% منها لديها أطفال تحت سن الثامنة عشر تعيش معهم، وبلغت نسبة الأزواج القاطنين مع بعضهم البعض 71.3% من أصل المجموع الكلي للأسر، ونسبة 6.2% من الأسر كان لديها معيلات من الإناث دون وجود شريك، بينما كانت نسبة 4.2% من الأسر لديها معيلون من الذكور دون وجود شريكة وكانت نسبة 18.2% من غير العائلات. تألفت نسبة 13.5% من أصل جميع الأسر من أفراد ونسبة 4.4% كانوا يعيش معهم شخص وحيد يبلغ من العمر 65 عاماً فما فوق. وبلغ متوسط حجم الأسرة المعيشية 3.25، أما متوسط حجم العائلات فبلغ 2.95.
بلغ العمر الوسطي للسكان 40.1 عاماً. وكانت نسبة 27.5% من القاطنين تحت سن الثامنة عشر، وكانت نسبة 7.6% بين الثامنة عشر والأربعة وعشرون عاماً، ونسبة 23.4% كانت واقعةً في الفئة العمرية ما بين الخامسة والعشرين حتى الرابعة والأربعين عاماً، ونسبة 33.1% كانت ما بين الخامسة والأربعين حتى الرابعة والستين، ونسبة 8.4% كانت ضمن فئة الخامسة والستين عاماً فما فوق. وتوزع التركيب الجنسي للسكان بنسبة 51.1% ذكور و48.9% إناث.